# Веверица (село)
Веверица (рум. Veveriţa) — село в Унгенском районе Молдавии. Наряду с сёлами Хырчешты, Дружба, Леордоая и Мынзатешты входит в состав коммуны Хырчешты.

## География
Село расположено на высоте 250 метров над уровнем моря.

## Население
По данным переписи населения 2004 года, в селе Веверица проживает 194 человека (95 мужчин, 99 женщин).
Этнический состав села:
| Национальность | Число жителей | Процентный состав |
| -------------- | ------------- | ----------------- |
| молдаване      | 191           | 98,45             |
| украинцы       | 2             | 1,03              |
| русские        | 1             | 0,52              |
| Всего          | 194           | 100 %             |